# Palestine (Arkansas)
Palestine est un village situé dans l’État américain de l'Arkansas, dans le comté de Saint Francis.